# 普萊森特瓦利 (伊利諾伊州)
普萊森特瓦利（英語：Pleasant Valley）是位於美國伊利諾伊州喬戴維斯縣的一個非建制地區。該地的面積和人口皆未知。

## 地理
普萊森特瓦利的座標為42°13′33″N 90°01′37″W / 42.22583°N 90.02694°W，而該地的平均海拔高度為202米（即663英尺）。